# Rajon Masty

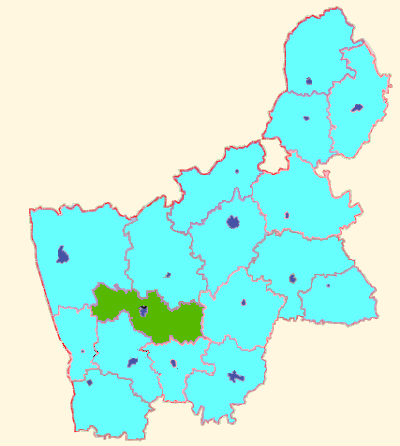
Rajon Masty, Karte

Der Rajon Masty (belarussisch Мастоўскі раён, russisch Мостовский район) ist eine Verwaltungseinheit im Südosten der Hrodsenskaja Woblasz in Belarus mit dem administrativen Zentrum in der Stadt Masty. Der Rajon hat eine Fläche von 1400 km², umfasst 154 Ortschaften und ist in 13 Selsawets gegliedert.

## Geographie
Der Rajon Masty liegt im Zentrum der Hrodsenskaja Woblasz. Die Nachbarrajone in der Hrodsenskaja Woblasz sind im Norden Schtschutschyn, im Osten Dsjatlawa, im Süden Selwa, im Südwesten Waukawysk, im Westen Berastowiza und im Nordwesten Hrodna.
Die größten Flüsse sind die Memel und ihre Zuflüsse Schtschara, Selwjanka, Ros, Elnja.

## Geschichte
Der Rajon Masty wurde in seinen heutigen Grenzen am 15. Januar 1940 gebildet.